# رملیگ
رملیگ (به فارسی ربنیک) گیاهی است که به صورت وحشی در مناطق کوهپایه‌ای و گرمسیر جنوب رشته کوه زاگرس می‌روید و از خانواده درخت سدر/کنار می‌باشد. 

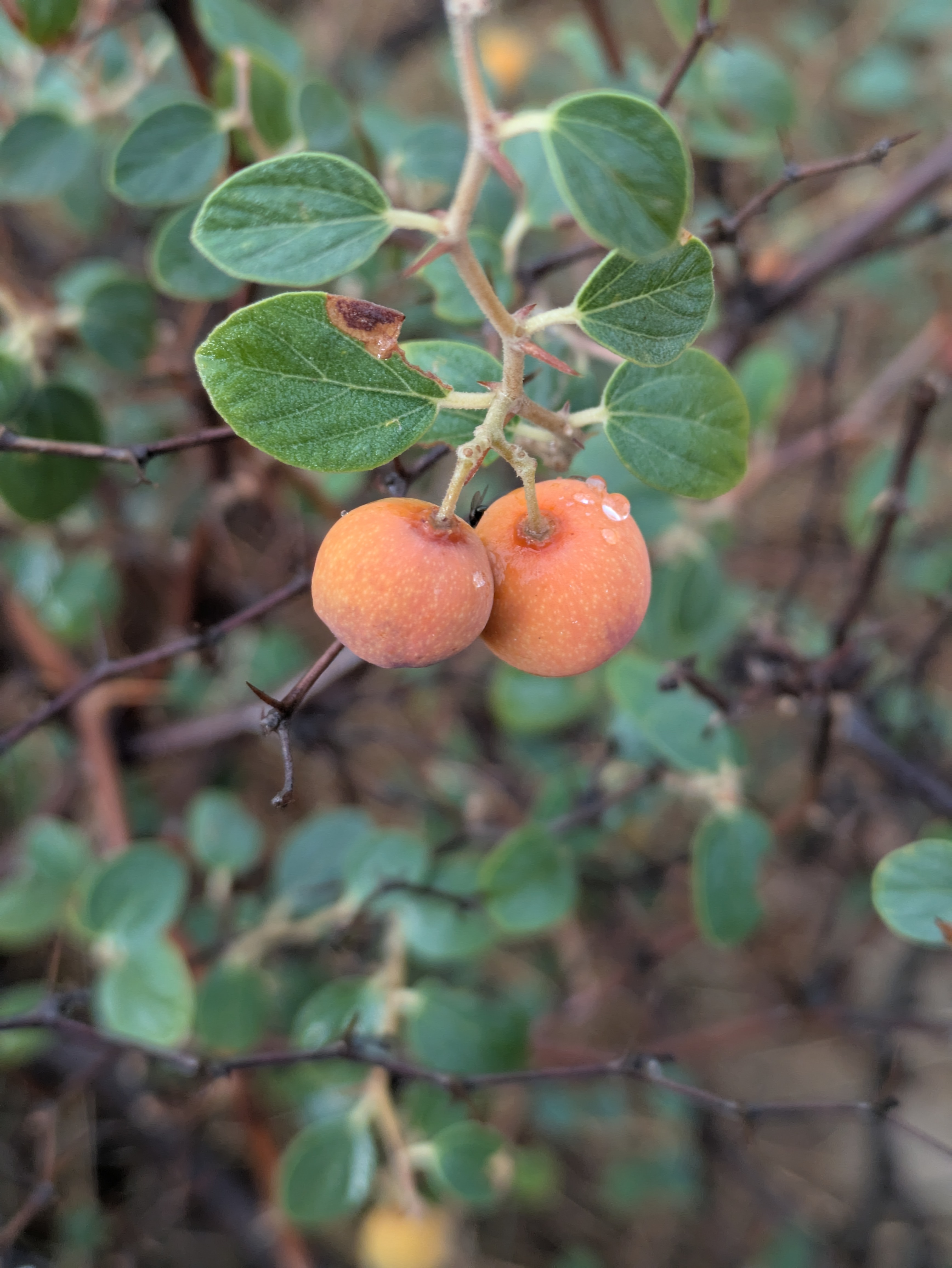
میوه پاییزی ربنیک در بهبهان

نام محلی ربنیک در گویش لری رملیگ یا رملیک است.

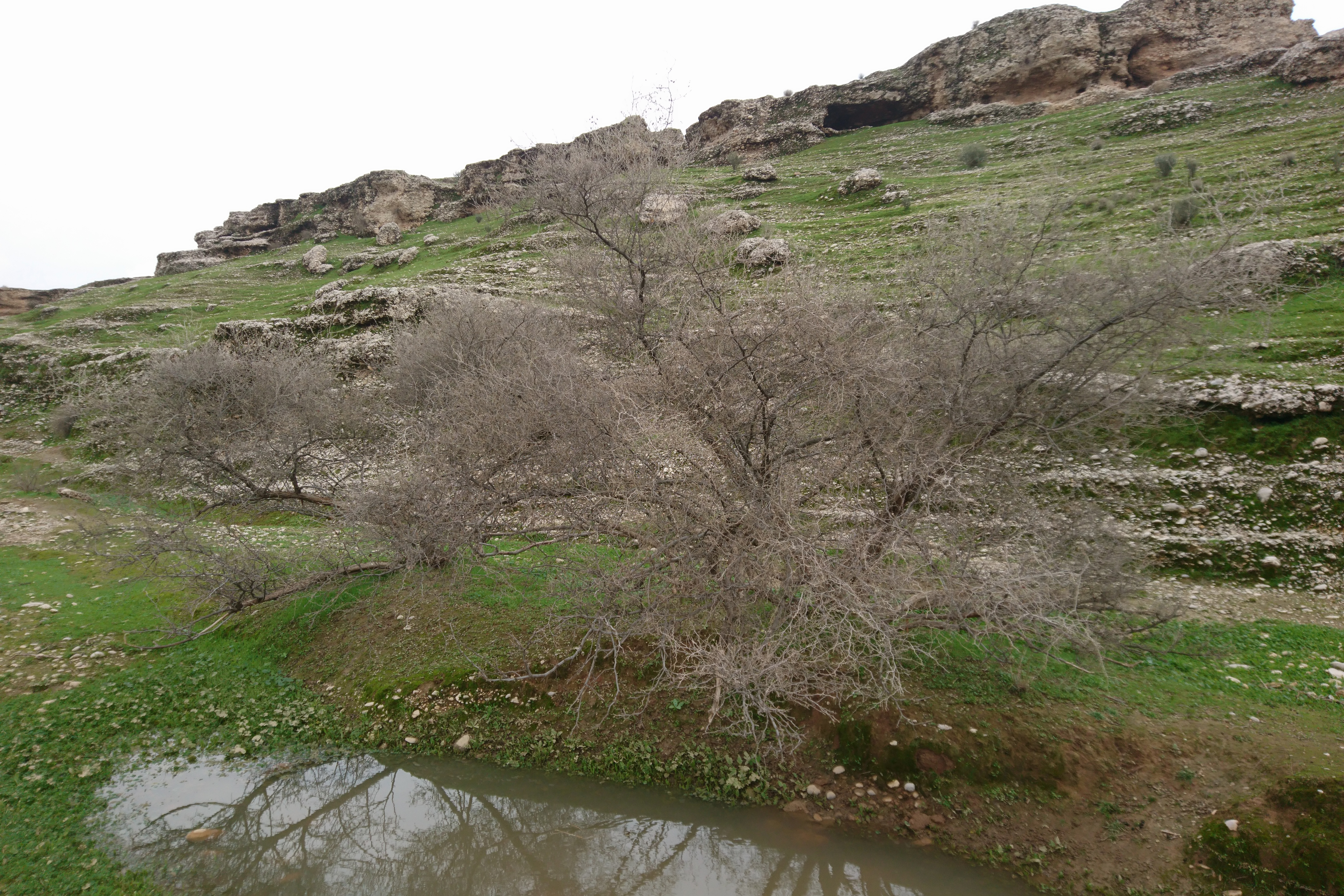
درختچه ربنیک، بهبهان

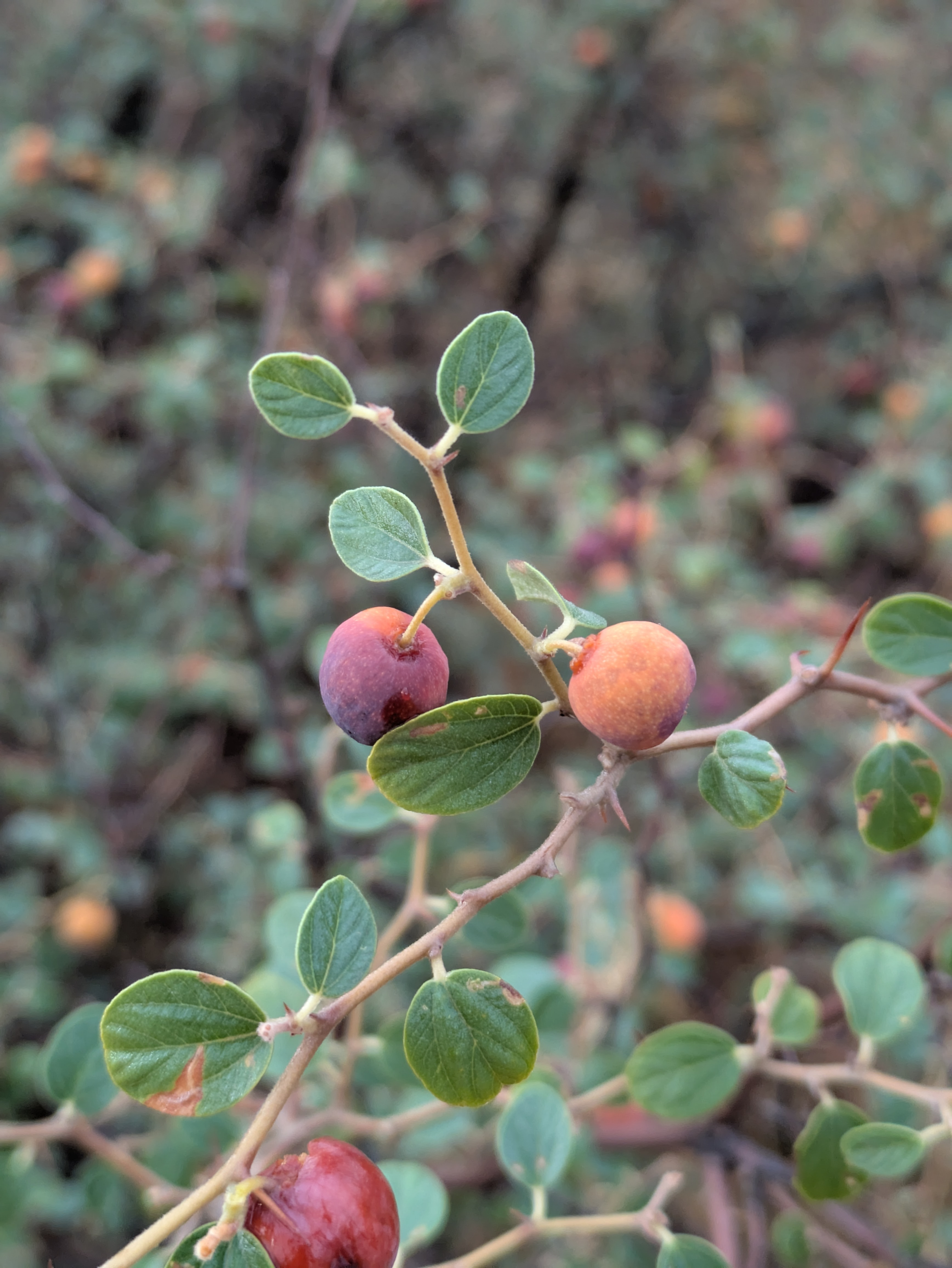
میوه درختچه ربنیک خودرو در بهبهان

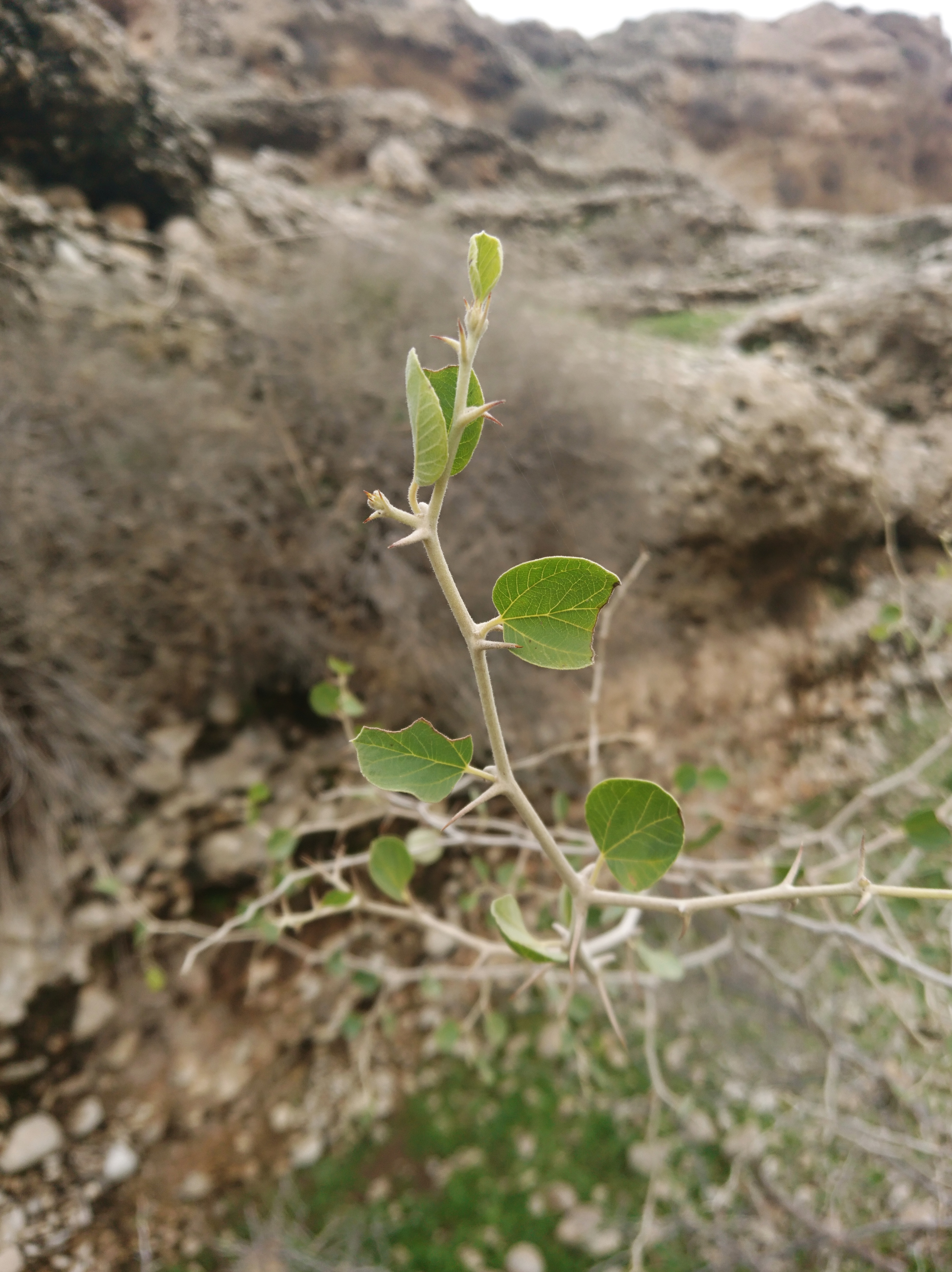
برگ ربنیک، بهبهان

میوه آن خوراکی بوده و در طیف رنگی زرد تا قرمز آجری و زرشکی قابل رؤیت است. شکل ظاهری آن شبیه میوه درخت سدر (کنار) ولی با اندازه کوچکتر می‌باشد. مزه آن ترش و جهت درمان یبوست کاربرد دارد. و میوه رسیده آن را جوشانده و از عصاره به دست آمده از آن در تهیه یک نوع غذای محلی به نام قلیه ربنیک استفاده می‌شود.

## نگارخانه

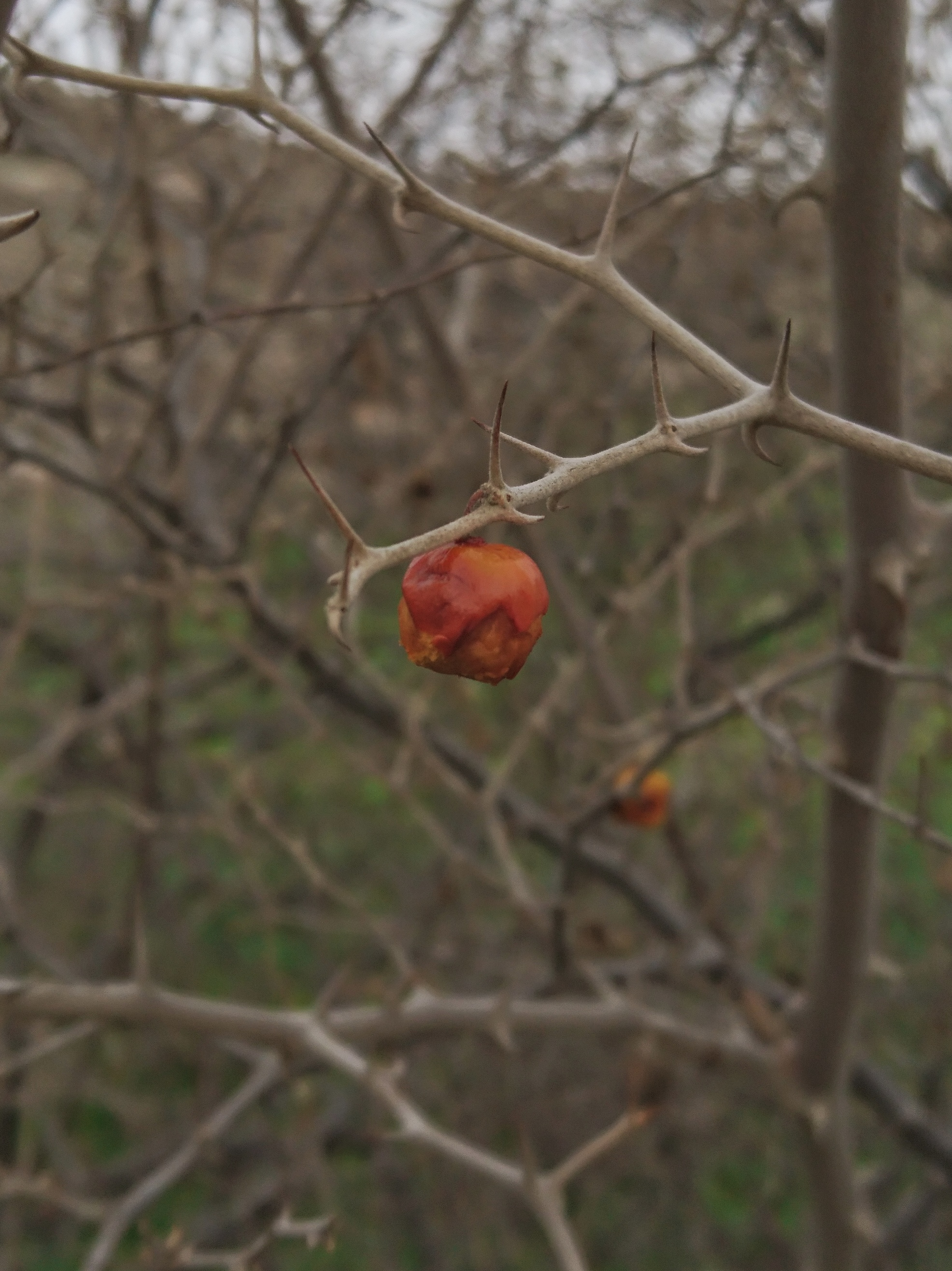
ربنیک نیم‌خورده و خشکیده، بهبهان
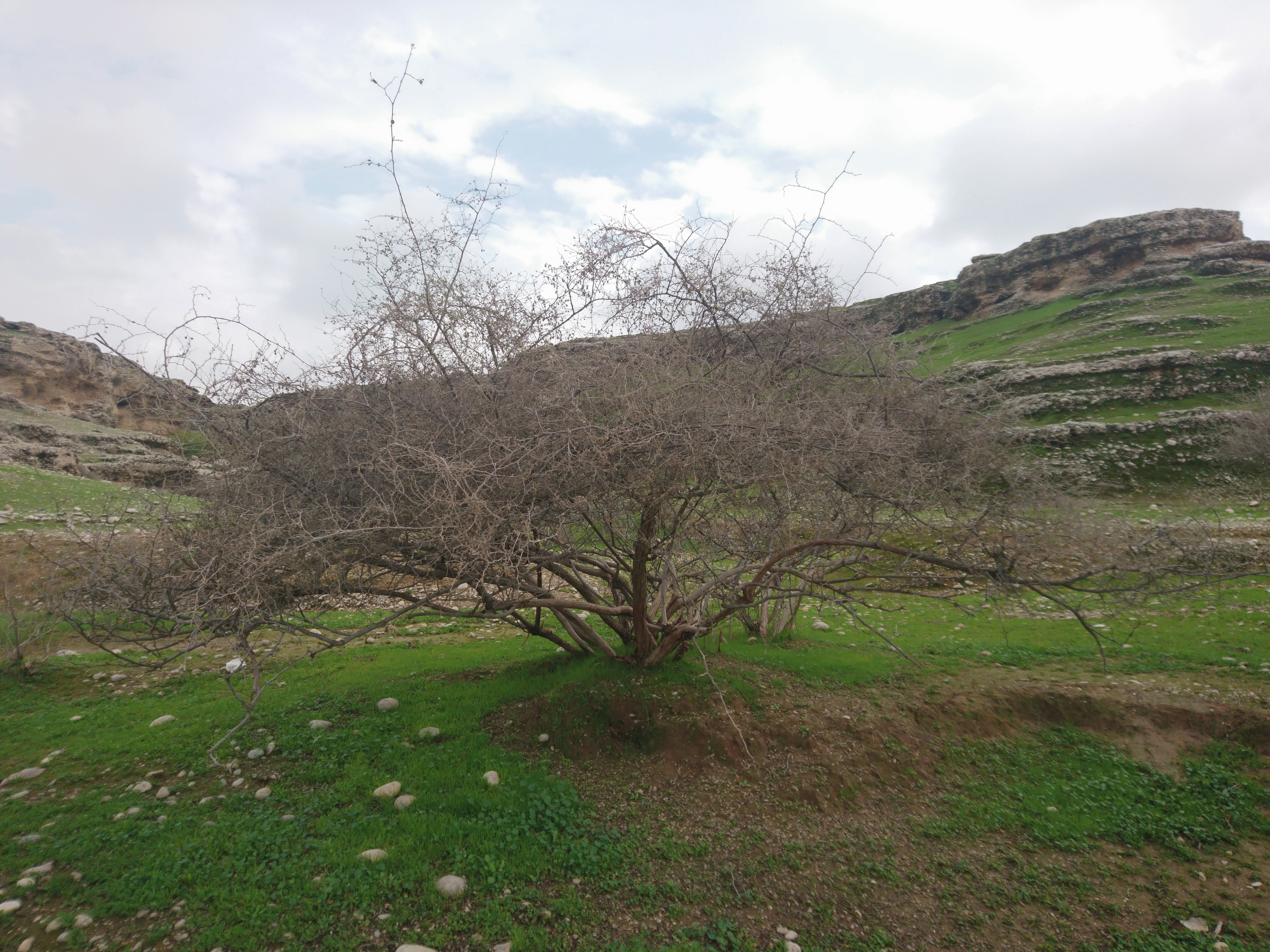
درختچه ربنیک، بهبهان
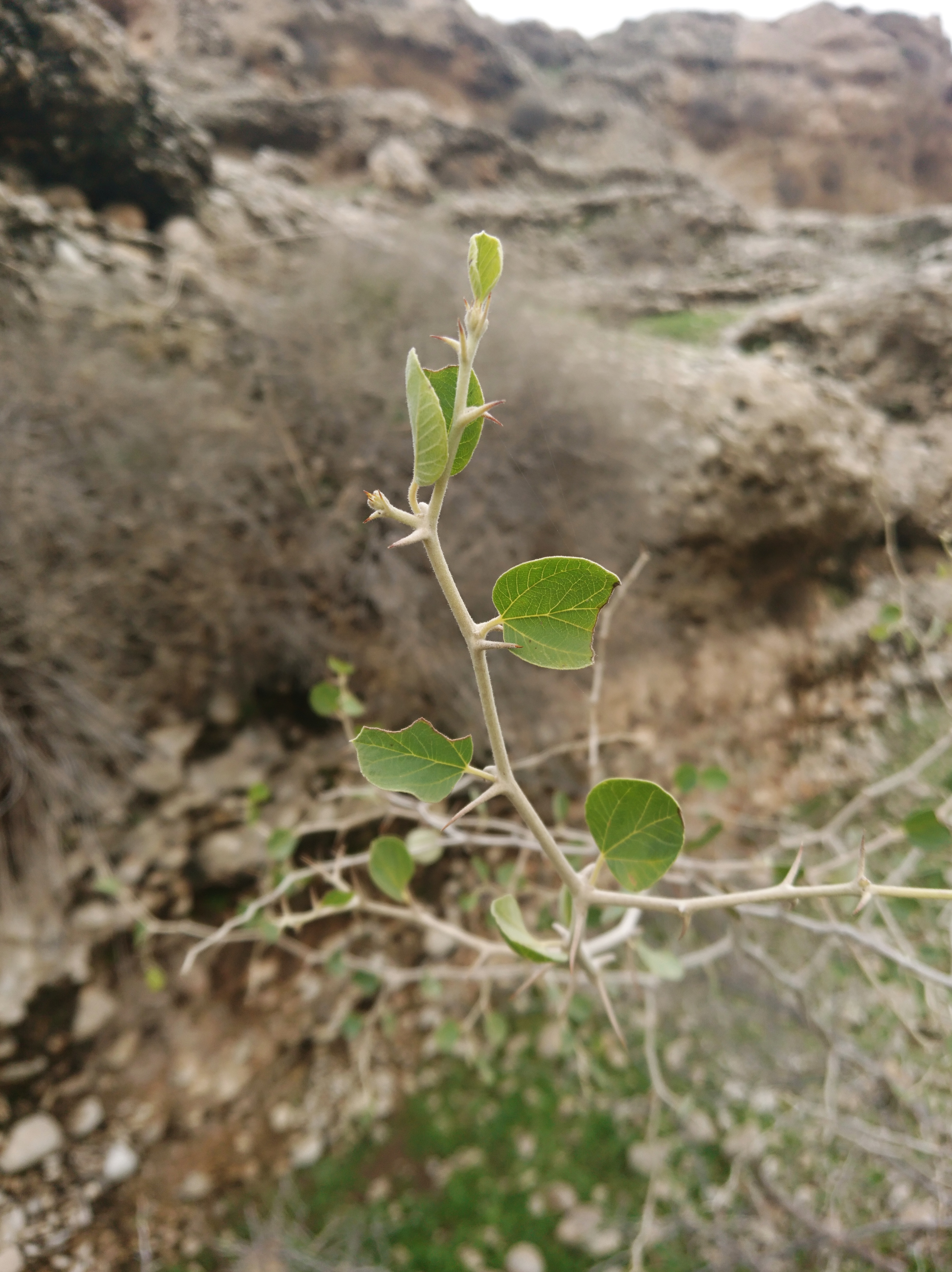
برگ درختچه ربنیک، بهبهان
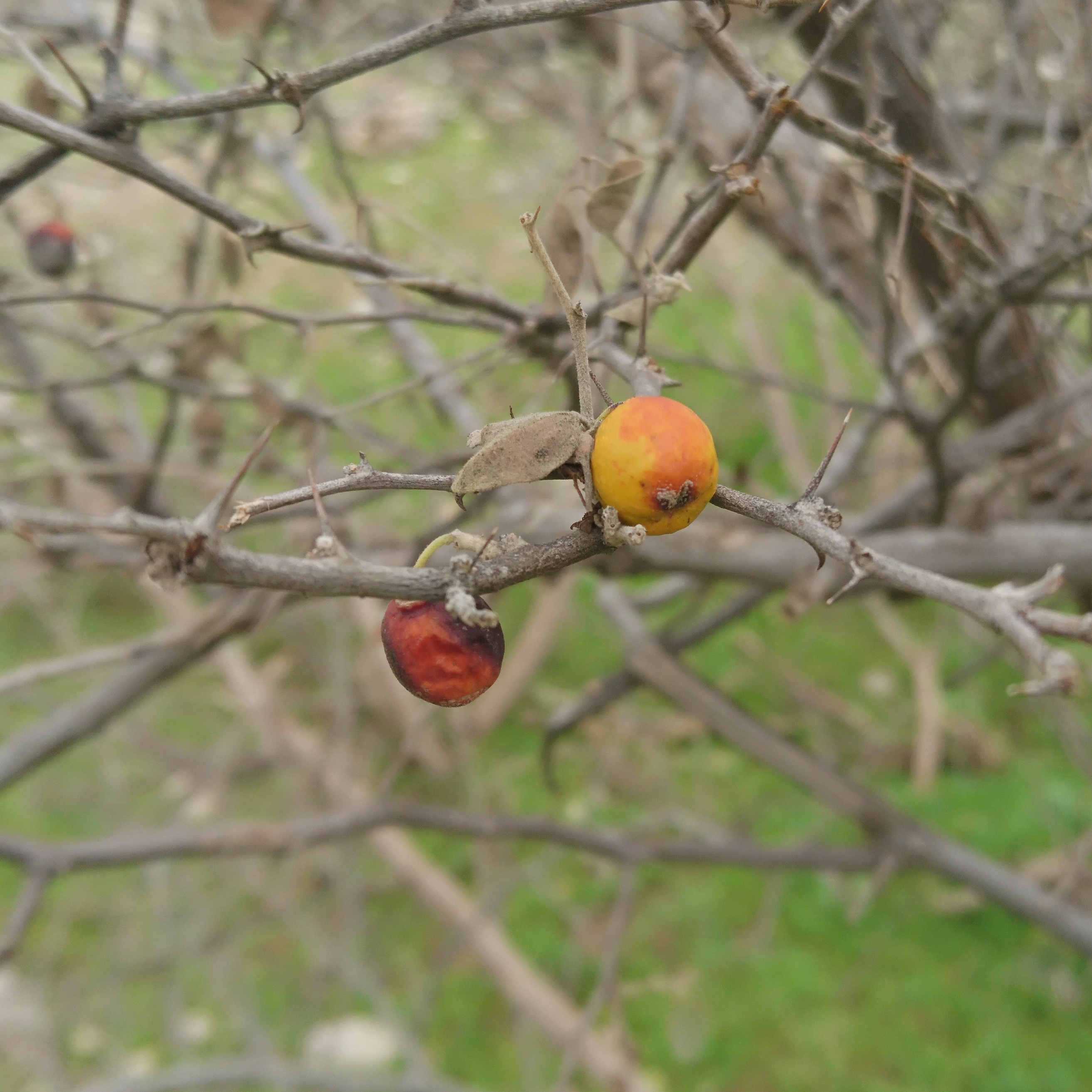
ربنیک نارس و خشکیده، بهبهان
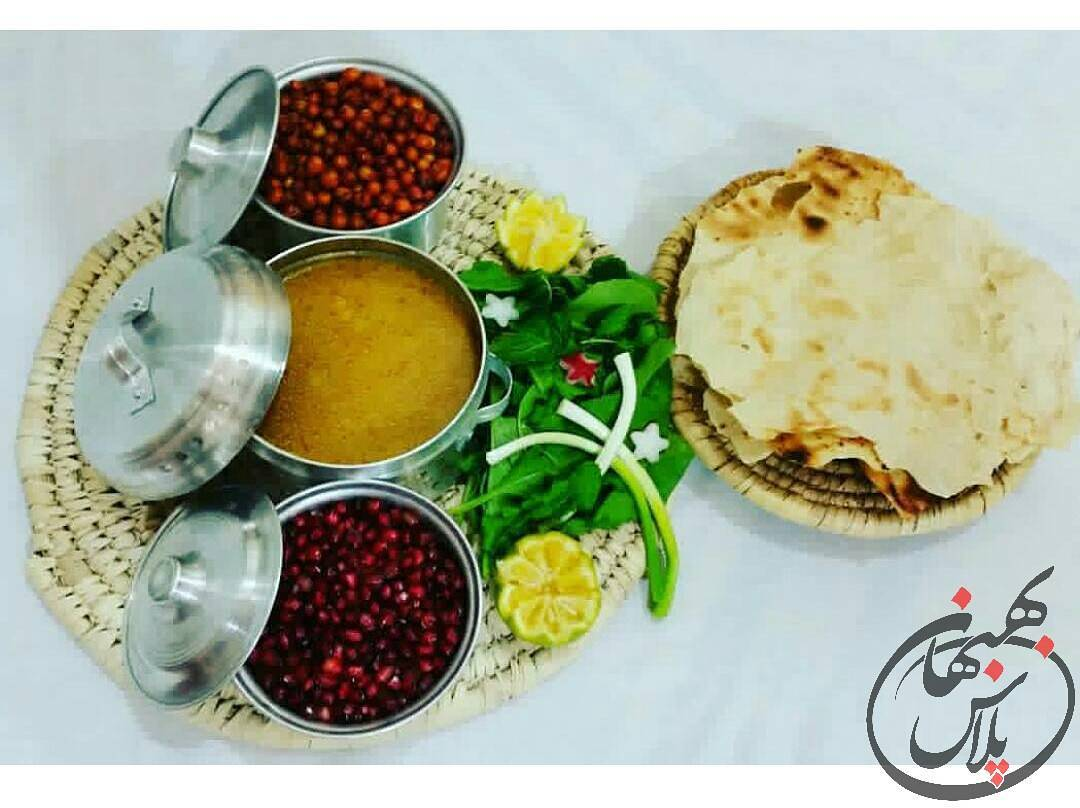
خوراک (پیش غذای) قلیه ربنیک
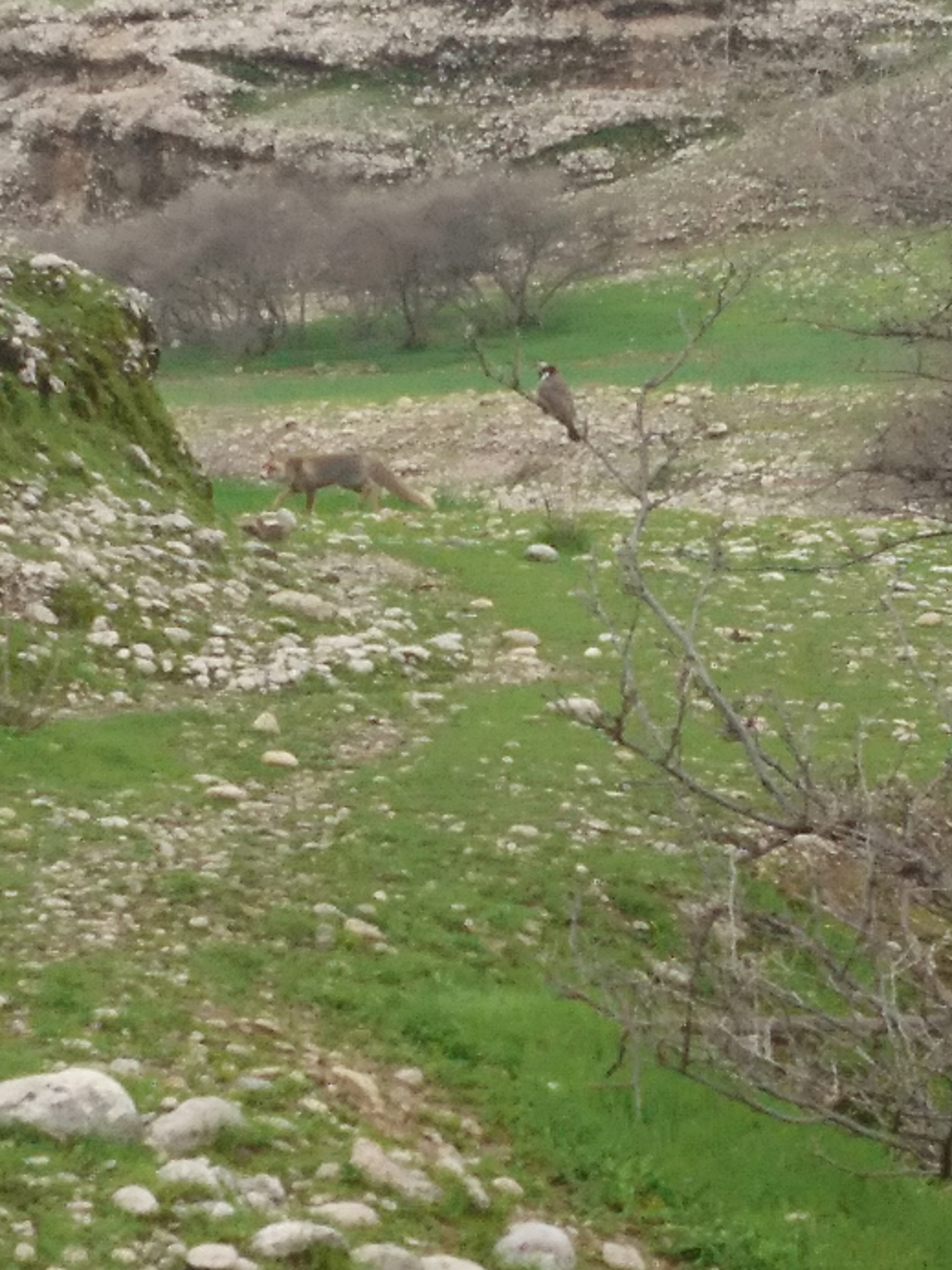
بلبل گوش‌سفید روی درختچه ربنیک و روباهی در کمین، بهبهان
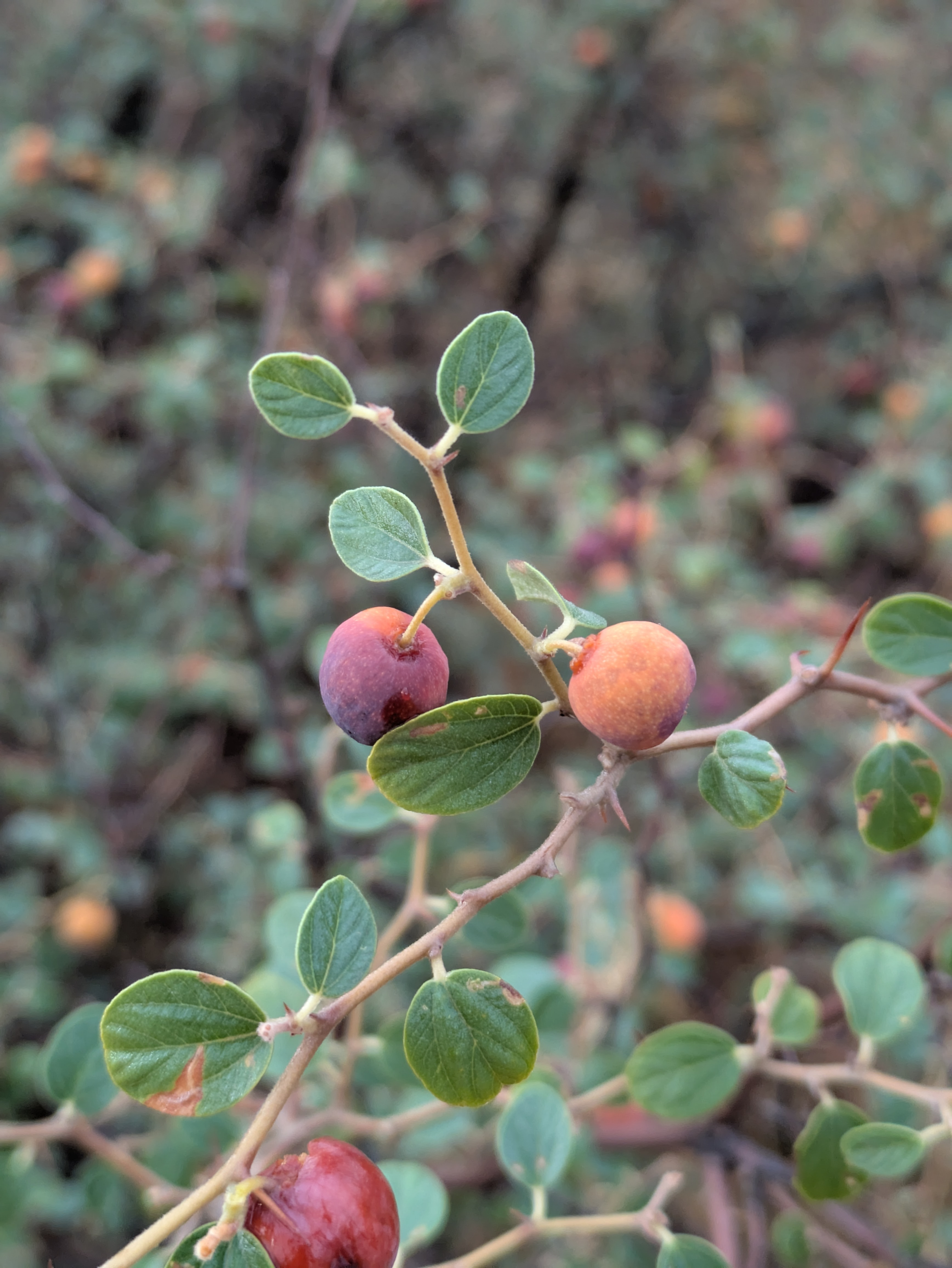
میوه درختچه ربنیک خودرو در بهبهان
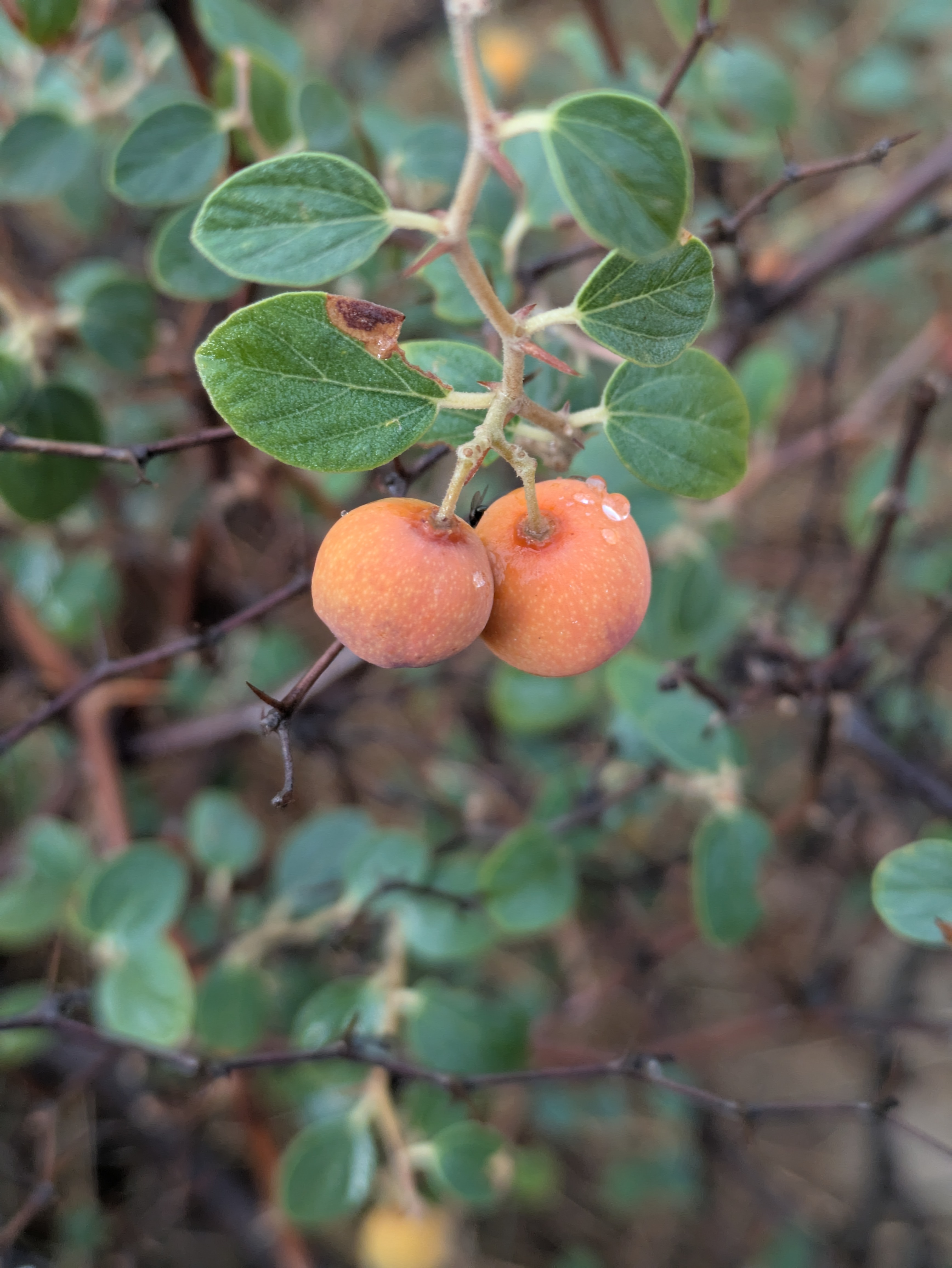
میوه پاییزی ربنیک در بهبهان